# Weiherhammer
Weiherhammer er en kommune i Landkreis Neustadt an der Waldnaab i Regierungsbezirk Oberpfalz i den tyske delstat Bayern. Den er hjemsted for Verwaltungsgemeinschaft Weiherhammer.

## Geografi
Weiherhammer ligger i Planungsregion Oberpfalz-Nord.
Ud over Weiherhammer ligger i kommunen landsbyerne Kaltenbrunn, Kohlberg, Mallersricht, Röthenbach og Etzenricht.